# 王賢湋
王賢湋（1905年—1983年）奉天金县人。满洲国政治人物。

## 生平
1929年，王賢湋毕业于东北大学工学院机械系，此后到东北交通委员会见习，后分配到哈尔滨中东铁路局机务段任工程师。1931年任扎赉诺尔煤矿副矿长。后来，他任安东省民政厅科长。1937年任满洲国总务厅参事官，因禁烟有功而获景云奖章。1940年任哈尔滨警察厅长，1941年升任奉天警察局长，1942年任奉天市市长。1944年底，升任国务院总务厅次长。
1945年日本投降，满洲国覆灭，王賢湋遭国民政府通缉。1946年初春，王賢湋潜逃至北平，化名王维固，混入劳工难民中，先后担任人力三轮车车夫，粮谷厂磨粉工，铁工厂技师，铁工厂厂长。1951年5月4日被北京市公安局抓获逮捕。
1963年4月9日，王賢湋获特赦释放。

## 家庭
- 父：王永江[1]